# Имшегал (река)
Имшега́л (Имшагал) — река в России, протекает по Тарскому району Омской области. Устье реки находится в 194 км от устья Шиша по правому берегу на высоте 77 м над уровнем моря. Длина реки составляет 46 км, площадь водосборного бассейна — 499 км².
В 24 км от устья, по правому берегу впадает река Мыртова. В 5 км от устья, по левому берегу впадает река Кортунь. В 11 км от устья, по правому берегу реки впадает река Май Берёзовка. В 23 км от устья, по правому берегу впадает река Зыряновка.

## Данные водного реестра
По данным государственного водного реестра России относится к Иртышскому бассейновому округу, водохозяйственный участок реки — Иртыш от впадения реки Омь до впадения реки Ишим, без реки Оша, речной подбассейн реки — бассейны притоков Иртыша до впадения Ишима. Речной бассейн реки — Иртыш.

## Топографическая карта
- Лист карты O-43-XXI. Масштаб: 1 : 200 000. Состояние местности на 1982 год. Издание 1988 г.